# Быково (Владимирская область)
Быково — деревня в Судогодском районе Владимирской области России, входит в состав Лавровского сельского поселения.

## География
Деревня расположена в 3 км на север от центра поселения деревни Лаврово и в 7 км на север от райцентра города Судогда на автодороге 17Н-62 Судогда – Чамерево.

## История
В XIX — первой четверти XX века деревня входила в состав Даниловской волости Судогодского уезда, с 1926 года — в составе Судогодской волости Владимирского уезда. В 1859 году в деревне числилось 16 дворов, в 1905 году — 29 дворов, в 1926 году — 44 хозяйств.
С 1929 года деревня входила в состав Лухтановского сельсовета Судогодского района, с 1940 года — в составе Судогодского сельсовета, с 1983 года — в составе Лавровского сельсовета, с 2005 года — в составе Лавровского сельского поселения.

## Население
| 1859 | 1905 | 1926 |
| ---- | ---- | ---- |
| 126  | 200  | 210  |

| 1859 | 1905 | 1926 | 2002 | 2010 | 2021 |
| ---- | ---- | ---- | ---- | ---- | ---- |
| 126  | ↗200 | ↗210 | ↘16  | ↘4   | ↗24  |